# Kanyla

Kanyla

Kanyla (z latinského „cannulae“, píšťalky) je trubice, která se vsouvá do těla (lidského nebo zvířecího), obvykle pro dodání nebo odběr tekutin nebo získávání vzorků. Může však sloužit i jiným účelům.
Kanylace je zavedení kanyly, dekanylace je trvalé odstranění kanyly, zvláště tracheostomické, pokud již není dále potřeba.

## Lékařství

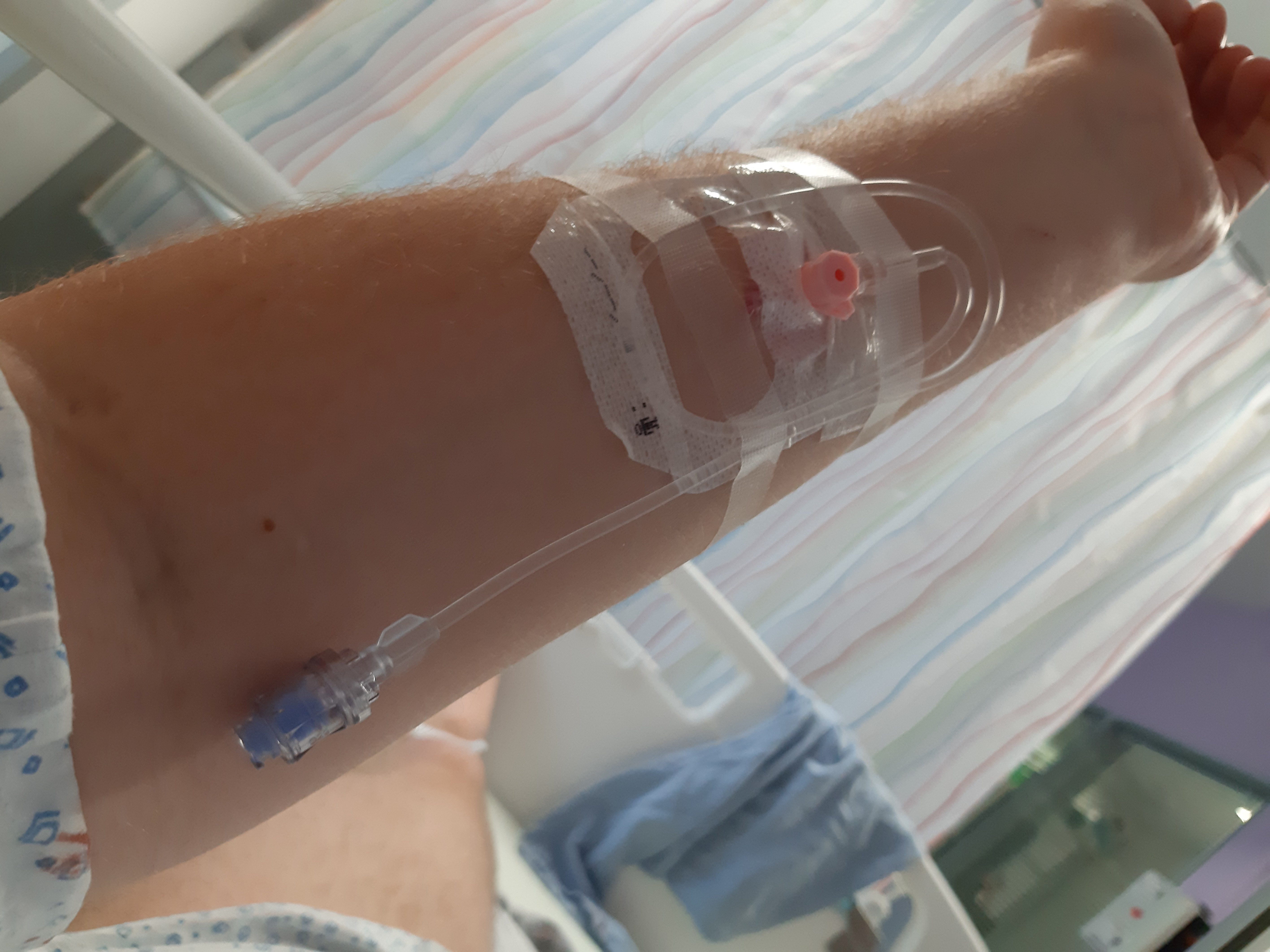
Flexila - zapíchne se do žíly, a na kanylu se připojí např. transfúze nebo kapačka.

Kanyla bývá často spojena s trokarem, což umožňuje propíchnutí těla a zavedení kanyly do určeného prostoru. Existuje řada různých druhů kanyl, které se liší především tvarem hrotu; pro různé účely se hodí odlišné kanyly. Nitrožilní kanyly se používají především při hospitalizaci v nemocnici. V kardiochirurgii se kanyly používají pro vytvoření kardiopulmonárního bypassu. Nosní kanyla je plastová hadička vedoucí pod nosem a používaná k podávání kyslíku.

### Nitrožilní kanylace

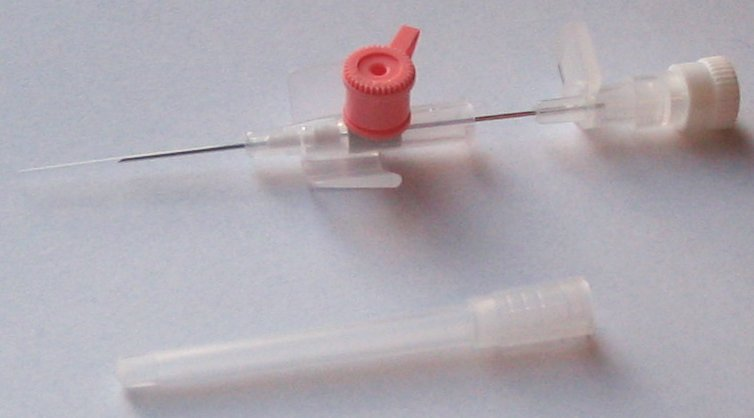
Nitrožilní kanyla

Nitrožilní kanyla se zavádí do žíly pro podávání léčiv a roztoků a pro odběr vzorků krve. Nitrotepenná kanyla se zavádí do tepny, většinou do tepny vřetenní (arteria radialis), a používá se během velkých operací a při urgentních stavech k přímému měření krevního tlaku a k opakovaným odběrům tepenné krve.

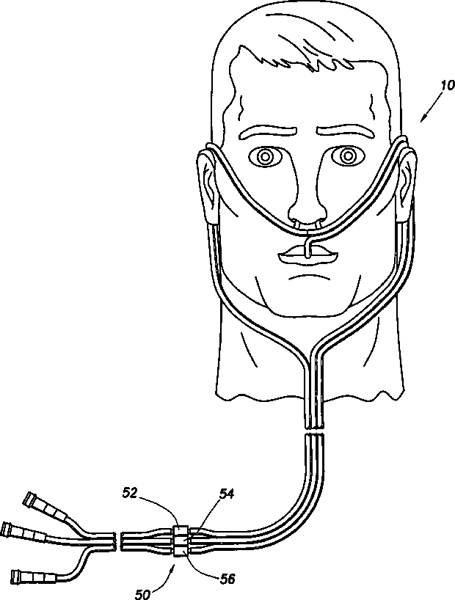
Ústně-nosní kanyla

Následkem zavedení kanyly může dojít ke komplikacím, které lze rozdělit do čtyř skupin:
- hematom: městnání krve vedle žíly, ke kterému může dojít při špatném propíchnutí stěny žíly nebo při chybném odstraňování kanyly. Prevencí je výběr vhodné žíly a použití jemného tlaku nad bodem vpichu.
- infiltrace: pokud se zaváděná tekutina dostane do podkožní tkáně místo do žíly. Je důležité zvolit kanylu s vhodnou délkou řezu; ještě důležitější je kanylu pevně fixovat na místě.
- embolie: může být způsobena vzduchem, trombem nebo fragmentem katétru. Embolus se může usadit v tepně a zablokovat tok krve v dané oblasti. Pro zabránění vzduchové embolii je třeba ověřit, že v systému kanyly není žádný vzduch. Tromboembolismu lze bránit volbou menší kanyly.
- flebitida: zánět žíly způsobený mechanickým nebo chemickým drážděním nebo infekcí. Prevencí flebitidy je volba vhodného místa kanylace a volba vstřikované látky.

### Nosní kanylace, ústně-nosní kanylace
Nosní (nasální) nebo ústně-nosní (orálně-nasální) kanyla se skládá s ohebné trubičky s několika krátkými, otevřenými větvemi pro pohodlné vsouvání do nozder a/nebo úst. Tyto kanyly lze použít pro zavádění plynu (například čistého kyslíku) nebo směsi plynů (např. během anestezie nebo pro měření toku vzduchu) do nosu a/nebo úst.

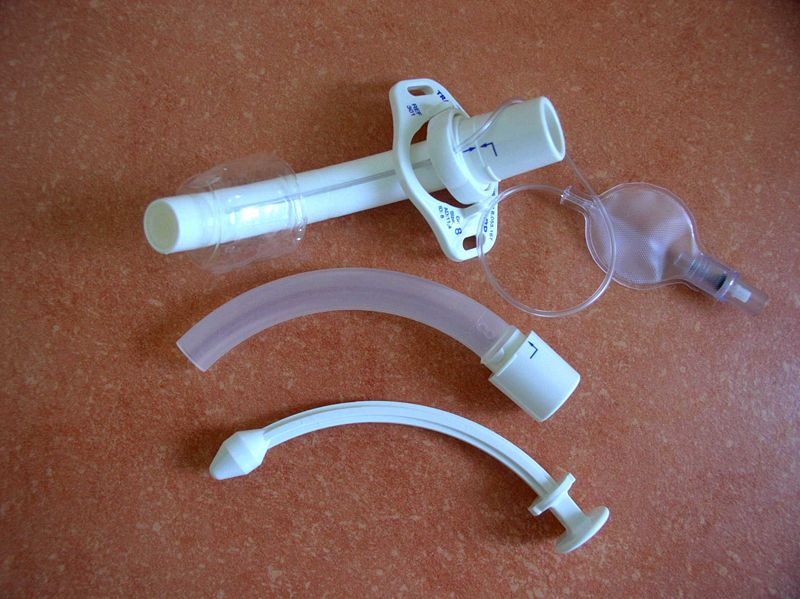
Tracheostomická kanyla

### Tracheostomie
Při tracheostomii se používá odpovídající typ kanyly. O odstranění tracheostomie se hovoří jako o dekanylaci.